# Unione Sportiva Pro Vercelli 1973-1974
Questa voce raccoglie le informazioni riguardanti l'Unione Sportiva Pro Vercelli nelle competizioni ufficiali della stagione 1973-1974.

## Rosa
| N. |                   | Ruolo | Calciatore               |
| -- | ----------------- | ----- | ------------------------ |
|    | Italia (bandiera) | D     | Franco Balocco           |
|    | Italia (bandiera) | C     | Alberto Bonanomi         |
|    | Italia (bandiera) | D     | Angelo Bonni             |
|    | Italia (bandiera) | P     | Pier Giorgio Castellazzi |
|    | Italia (bandiera) | D     | Maurizio Codogno         |
|    | Italia (bandiera) | A     | Giorgio Guarnieri        |
|    | Italia (bandiera) | D     | Edoardo Jussich          |
|    | Italia (bandiera) | A     | Claudio Maioni           |
|    | Italia (bandiera) | A     | Angelo Pereni            |

| N. |                   | Ruolo | Calciatore            |
| -- | ----------------- | ----- | --------------------- |
|    | Italia (bandiera) | D     | Pietrangelo Ripamonti |
|    | Italia (bandiera) | C     | Walter Rossetti       |
|    | Italia (bandiera) | A     | Bruno Rossi           |
|    | Italia (bandiera) | C     | Mauro Sadocco         |
|    | Italia (bandiera) | C     | Giuseppe Scandroglio  |
|    | Italia (bandiera) | C     | Paolo Sollier         |
|    | Italia (bandiera) | A     | Paolo Tonelli         |
|    | Italia (bandiera) | C     | Andrea Valdinoci      |